# Trwstllewelyn
Trwstllewelyn är ett slott i Storbritannien.   Det ligger i kommunen Powys och riksdelen Wales, i den södra delen av landet, 240 km nordväst om huvudstaden London. Trwstllewelyn ligger 89 meter över havet.
Terrängen runt Trwstllewelyn är kuperad åt nordost, men åt sydväst är den platt. Trwstllewelyn ligger nere i en dal. Runt Trwstllewelyn är det ganska tätbefolkat, med 58 invånare per kvadratkilometer. Närmaste större samhälle är Welshpool, 9,6 km norr om Trwstllewelyn. Trakten runt Trwstllewelyn består i huvudsak av gräsmarker.